# Třetí vláda Viktora Orbána
Třetí vláda Viktora Orbána, maďarsky Harmadik Orbán-kormány, byla maďarská vláda v letech 2014–2018, kterou vedl Viktor Orbán (Fidesz).

## Vznik vlády
Na základě výsledků parlamentních voleb 2014 potvrdili poslanci maďarského parlamentu dne 10. května 2014 (130 hlasy z celkových 199) předsedou vlády na další období Viktora Orbána. Stal se tak vedle Sándora Wekerleho a Imre Nagye třetím maďarským premiérem, kterému se podařilo sestavit a vést svou v pořadí třetí vládu. Prezident republiky János Áder jmenoval dne 6. června 2014 zvolené ministry do funkce. Vláda má jedenáct členů, kromě Jánose Lázára, László Trócsányie a Miklóse Sesztáka zastávají zbývající ministři své funkce již z období druhé Orbánovy vlády.

## Složení vlády
| název                                                                                | Nástup do funkce | Odchod z funkce | Strana         | Poznámky             |
| Předseda vlády                                                                       | Předseda vlády   | Předseda vlády  | Předseda vlády | Předseda vlády       |
| ------------------------------------------------------------------------------------ | ---------------- | --------------- | -------------- | -------------------- |
| Viktor Orbán                                                                         | 10. květen 2014  | úřadující       | Fidesz         | Orbán II., Orbán IV. |
| Místopředseda vlády ministr bez portfeje pro národní politiku                        |                  |                 |                |                      |
| Zsolt Semjén                                                                         | 6. červen 2014   | úřadující       | KDNP           | Orbán II., Orbán IV. |
| Vedoucí úřadu předsedy vlády                                                         |                  |                 |                |                      |
| János Lázár                                                                          | 6. červen 2014   | květen 2018     | Fidesz         |                      |
| Ministr zahraničních věcí a zahraničního obchodu                                     |                  |                 |                |                      |
| Tibor Navracsics                                                                     | 6. červen 2014   | 22. září 2014   | Fidesz         | Orbán II.            |
| Péter Szijjártó                                                                      | 23. září 2014    | úřadující       | Fidesz         | Orbán IV.            |
| Ministr vnitra                                                                       |                  |                 |                |                      |
| Sándor Pintér                                                                        | 6. červen 2014   | úřadující       | nestraník      | Orbán II., Orbán IV. |
| Ministr spravedlnosti                                                                |                  |                 |                |                      |
| László Trócsányi                                                                     | 6. červen 2014   | úřadující       | nestraník      | Orbán IV.            |
| Ministr národního hospodářství                                                       |                  |                 |                |                      |
| Mihály Varga                                                                         | 6. červen 2014   | úřadující       | Fidesz         | Orbán II., Orbán IV. |
| Ministr lidských zdrojů                                                              |                  |                 |                |                      |
| Zoltán Balog                                                                         | 6. červen 2014   | květen 2018     | Fidesz         | Orbán II.            |
| Ministr národního rozvoje                                                            |                  |                 |                |                      |
| Miklós Seszták                                                                       | 6. červen 2014   | květen 2018     | KDNP           |                      |
| Ministr zemědělství                                                                  |                  |                 |                |                      |
| Sándor Fazekas                                                                       | 6. červen 2014   | květen 2018     | Fidesz         | Orbán II.            |
| Ministr obrany                                                                       |                  |                 |                |                      |
| Csaba Hende                                                                          | 6. červen 2014   | 9. září 2015    | Fidesz         | Orbán II.            |
| István Simicskó                                                                      | 10. září 2015    | květen 2018     | KDNP           |                      |
| Ministr bez portfeje pro plánování, výstavbu a zprovoznění dvou nových bloků JE Paks |                  |                 |                |                      |
| János Süli                                                                           | 2. květen 2017   | úřadující       | nestraník      | Orbán IV.            |
| Ministr bez portfeje pro program Moderní města (Modern városok program)              |                  |                 |                |                      |
| Lajos Kósa                                                                           | 2. říjen 2017    | květen 2018     | Fidesz         |                      |

- Tiskovou mluvčí vlády byla Éva Kurucz.